# Източно-балканска свиня
Източнобалканска свиня е българска порода свиня.

## История
Това е българска стара местна порода свине с древен произход. Тя възниква в резултат на кръстосването на средноевропейската дива свиня и архаични породи свине. Смята се, че първоначално породата е възникнала в Мала Азия и островите на Егейско море. По-късно е пренесена на Балканския полуостров от гръцки колонизатори от град Мегара които заселили стадата по крайбрежието на Черно море. Породата е генетично близка със средиземноморската торфена свиня (одомашнена дива свиня от подвид Sus scrofa scrofa). След пренасянето ѝ по западното крайбрежие на Черно море, тя е кръстосвана допълнително с представители на тракийската клепоуха свиня. В новото си местообитание породата е отглеждана от тракийски племена и селектирана в продължение на векове. През 1952 г. представителите от породата са представлявали 64,56% от свинете Преславския район и 41,9% от свинете в Шуменския. И днес в някои части на България отглеждането на стада с Източнобалкански прасета е поминък.
Много оскъдна е наличната информация за разпространението и характерните особености на Източнобалканската свиня. Първото съобщение за нея е от П. Германов, (1901 г.). То е в официалното издание на Министерството на търговията и земеделието наречено „Домашните животни в разните части на света и България“. В него се посочва, че в горските местности на България и най-вече по течението на река Камчия се срещат свине, които напълно приличат на „дивата свинска порода“. При проучване на акад. Хлебаров извършено в периода 1919 – 1920 г. установява, че освен по поречието на река Голяма Камчия и по долното течение на река Луда Камчия свине с подобни черти се отглеждат и в планинските райони на Варненска, Анхиалска и някои села на Бургаска околия и в почти целия Източен Балкан, поради което дава името на породата под което е известна и днес. При районирането на селскостопанските животни от 1955 г. на Източнобалканската свиня е определен развъден район основно в планинските и горски части на бившите околии: Котленска, Преславска, Шуменска, Провадийска, Варненска, Бургаска, Мичуринска, Малкотърновска, Грудовска и от части в планинските райони на околиите Поморийска, Сливенска, Еленска и Омуртагска.

## Разпространение
Породата е разпространена основно в два големи ареала на страната – Странджа и Източна Стара планина (Източен Балкан) откъдето произлиза и името ѝ. Числеността на представителите на породата не надвишава 10 000 прасета заедно с нейните кръстоски отглеждани при пасищни условия. Поради факта, че свинете се отглеждат при пасищни условия, което не е характерно за останалите породи прасета отглеждани в страната в законодателството са посочени няколко общини от Шуменска, Варненска и Бургаска области, където това може да се извършва. Въпреки това обаче прасета от породата се отглеждат и в съседни общини и области като голяма популация от тях има в Община Котел. Известен факт е, че Смядовската луканка се е произвеждала в Смядово от месо на прасета от тази порода. В герба на община Смядово е включен и стилизиран силует на прасе от Източнобалканска свиня.
Подобни породи свине отглеждани при пасищни условия има в делтата на река Дунав в Румъния, остров Сардиния в Италия и на Пиренейския полуостров в гранична област между Испания и Португалия.

## Описание
По телосложение Източнобалканскота свиня наподобява на дивата късоуха европейска свиня. Основният цвят на космената покривка е черен. Срещат се и прасета с бели или кафяви петна и ивици. Кожата е дебела и покрита с остра, гладка и груба четина. Характерно за породата е, че на гърба космите образуват „гребен“.
В зависимост от цвета на космената покривка и комбинацията на цветовете по тялото се наблюдават различни окраски, които стопаните наричат с различни имена – сури, гарести, лиси, абрашести, перести, диваци.
Характеризират се още и с късо сбито тяло, извит гръб, здрава костна система и издръжливост при лоши атмосферни условия.
Главата е средно голяма, дълга с изострена лицева част и почти права или слабо вдадена профилна линия. Ушите са къси, прави и доста подвижни. Шията е къса и недостатъчно замускулена. Трупът е средно дълъг до къс, с добре развит гръден кош. Гърбът е слабо дъгообразен, крупата е средно широка и свлечена, краката са къси и здрави. Живото тегло на неугоени животни е около 60 – 80 кг, а при угоените достига 110 – 130 кг. Източнобалканската свиня е къснозряла и завършва своя растеж до 3-годишна възраст. Продължителността на бременността с редки отклонения 114 дни (3 месеца, 3 седмици и 3 дни). Женската ражда малко на брой прасенца – обикновено 4 – 6, които се отбиват на 60 дневна възраст при живо тегло 10 – 11 кг. Продължителността им на живот е 10 – 15 г., мъжките и женските достигат полова зрялост на 9 – 10 месеца. Средният дневен прираст е 370 – 380 г., а живо тегло 90 кг. достигат за около 400 дена.
Животните от породата имат задоволителна угоителна способност и спадат към свинете от сланинния тип. Месото им е червено и подходящо за получаването на трайни месни продукти като луканки, суджуци, сурово сушени и варено-пушени меса. Сланината е доброкачествена със зърнеста структура.

## Местообитание
Източнобалканската свиня наподобява дивата като отглеждането ѝ е лесно и не изисква много грижи, тя е примитивна порода отглеждана изключително при пасищни условия. Този факт определя и високоразвития стаден инстинкт на представителите на породата. Обитава предимно пасища в планински и полупланински райони. За нощуване, почивка, раждане, угояване и ветеринарномедицински манипулации стопаните изграждат специални дървени постройки, наречени свин или кочина. Те са пригодени за затваряне на прасетата и в повечето случаи притежават оградено дворче за разходка с ясли за подхранване със зърнен фураж. Постройките са примитивни, в повечето случаи липсва течаща вода и електричество. Построени са в близост до естествени водоизточници и са обособени с боксове за раждане и бозаещи прасета. Пасат предимно трева и корени и са крайно издръжливи и невзискателни към условията на хранене и отглеждане. В менюто им влизат и охлюви, червеи и насекоми. Богат източник на въглехидрати и мазнини е жълъдът. Поради тази причина сланината на тези прасета има зърнеста структура, а месото е сухо и със специфични аромат и вкус. Подхранване се налага в случаи когато прасетата не са достигнали 60-дневна възраст, през зимата и по време на допълнителното угояване преди клането.
Подобно на дивата свиня и източнобалканската свиня има естествени врагове в природата. В най-голяма степен това е чакала и по-малко вълка. Поради връзката с природата и популацията на дивата свиня прасетата често могат да заболеят от бруцелоза и класическа чума. Всеядният характер и възможността в менюто на прасетата да попаднат малки гризачи и мърша е причина доста често да боледуват и от трихинелоза.